# St Laurence’s Church (Ludlow)

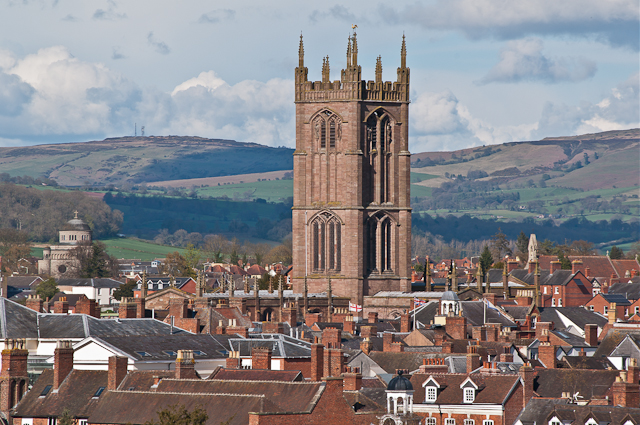
St Laurence’s Church in Ludlow

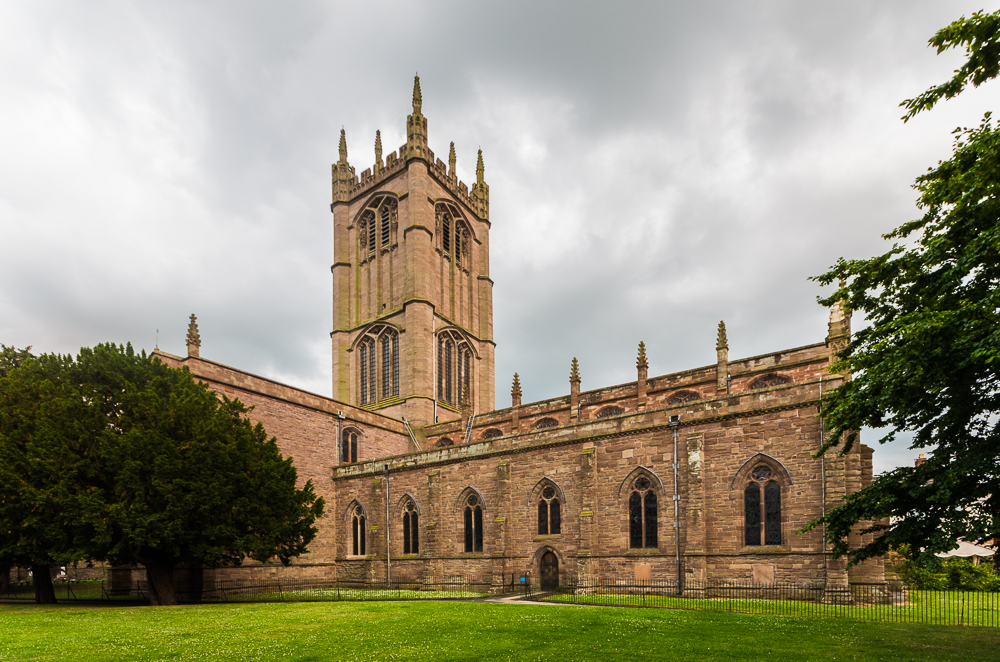
St Laurence’s Church

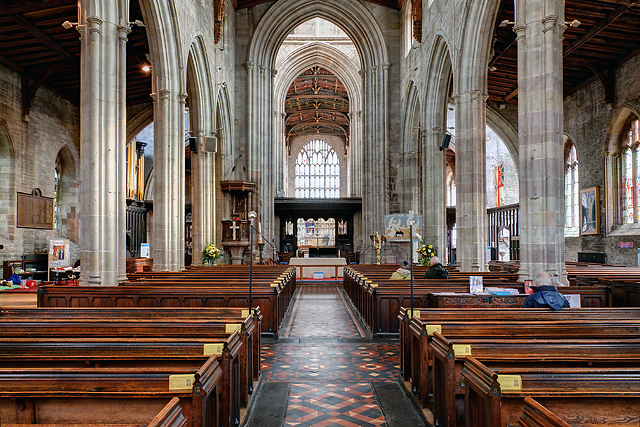
Langhaus, Vierung und Chor

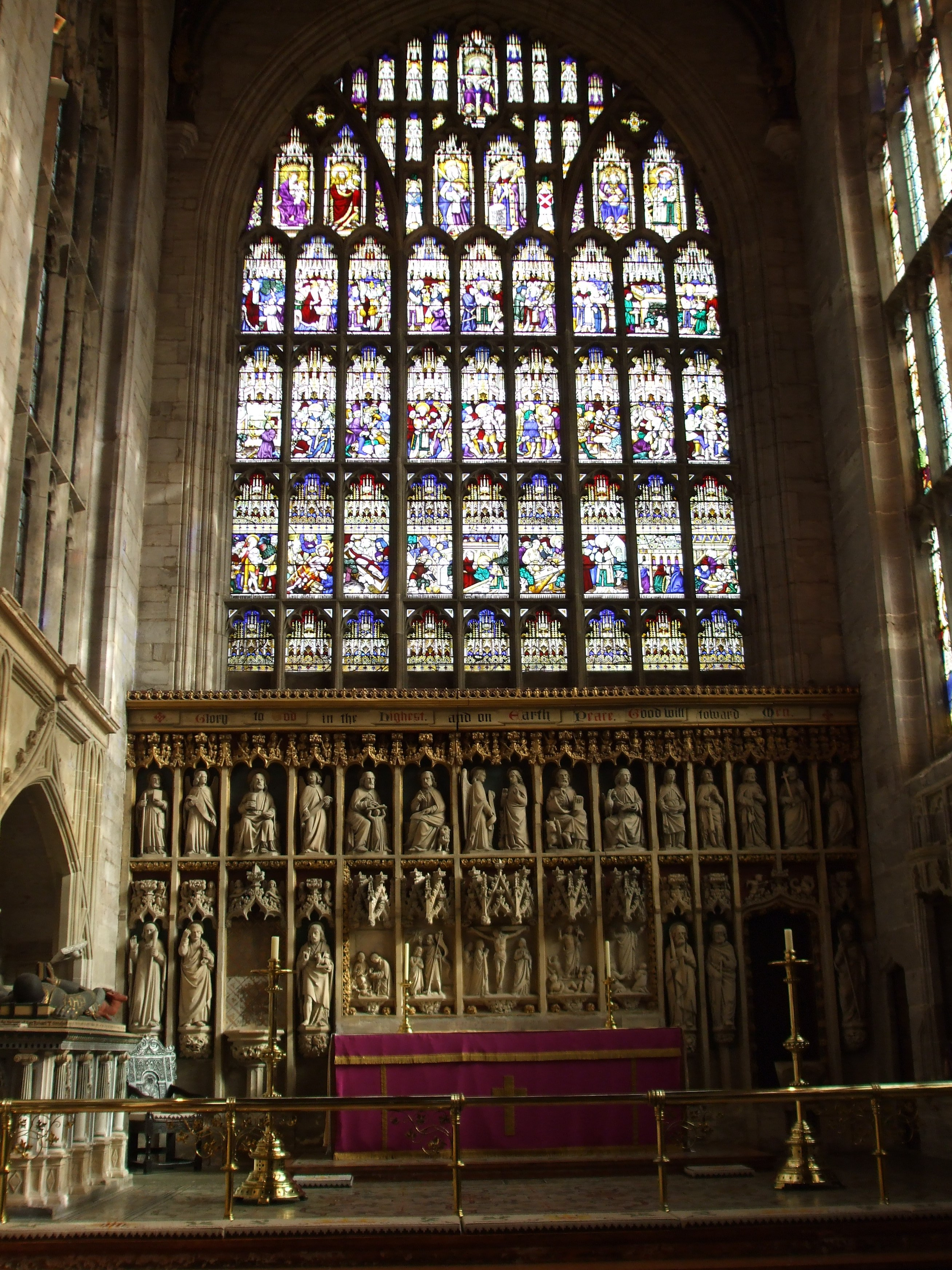
Altarrückwand und Chorfenster

Die anglikanische St Laurence’s Church in der westenglischen Stadt Ludlow in der Grafschaft (county) Shropshire in den Welsh Marches trägt das Patrozinium des hl. Laurentius von Rom; sie ist als Grade-I-Bauwerk eingestuft und gehört zum Major Churches Network.

## Lage
Die etwa 10.000 Einwohner zählende Stadt Ludlow liegt ca. 250 km nordwestlich von London bzw. ca. 65 km westlich von Birmingham nahe der Grenze zu Wales in einer Höhe von ca. 100 m. Der ca. 41 m hohe Vierungsturm der St James Church dominiert das Stadtzentrum.

## Geschichte
Der Ort Ludlow wurde von den Normannen gegen Ende des 11. Jahrhunderts gegründet; die bereits kurz darauf erbaute Kirche wurde im ausgehenden 12. Jahrhundert in größeren Dimensionen neu gebaut. Durch die Verarbeitung und den Handel mit Wolle wohlhabend geworden, leistete sich die Stadtgemeinde im 15. Jahrhundert einen Neubau ihres Gotteshauses in den damals aktuellen Formen des Decorated- und des Perpendicular Style. Im Jahr 1832 wurde das Chorfenster erneuert; weitere Instandhaltungsmaßnahmen folgten.

## Architektur
Der Kirchenbau ist dreischiffig und basilikal gestaltet; der Vierungsturm ist als Laternenturm ausgebildet. Alle Decken sind in Zimmermannsarbeit aus Holz gefertigt, wobei diejenige im Chor besonders reich gestaltet ist.

## Ausstattung
Wichtigster Teil der Kirchenausstattung ist die Altarrückwand (reredos) aus dem 19. Jahrhundert. Ungefähr 400 Jahre älter ist jedoch das Chorgestühl (choir stalls) mit 28 reich verzierten Miserikordien. Mehrere Grabmäler sind über die Kirche verteilt. Das Chorfenster enthält einen Bilderzyklus zum Leben und zum Martyrium des hl. Laurentius.

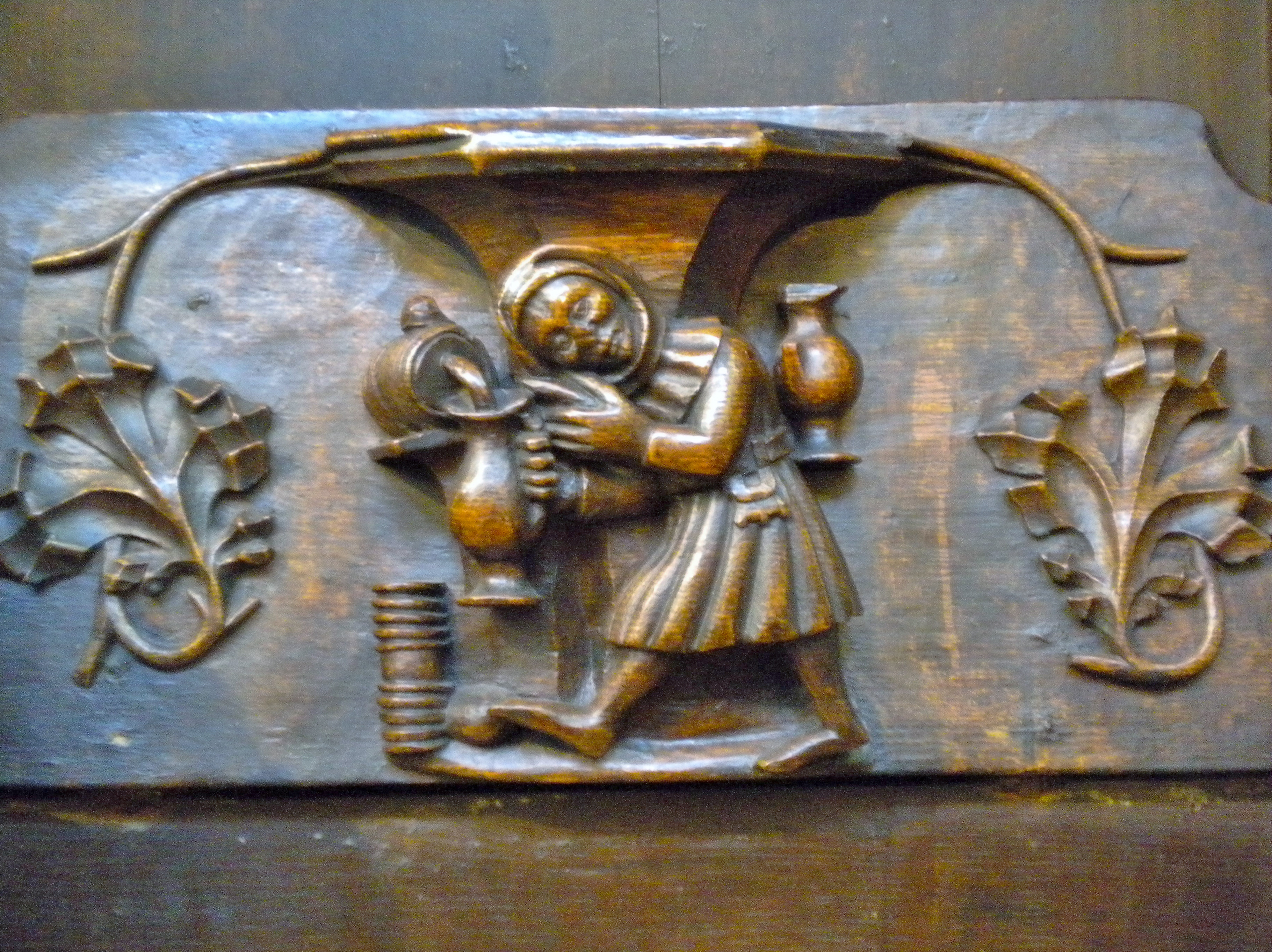
Mönch beim Bierholen
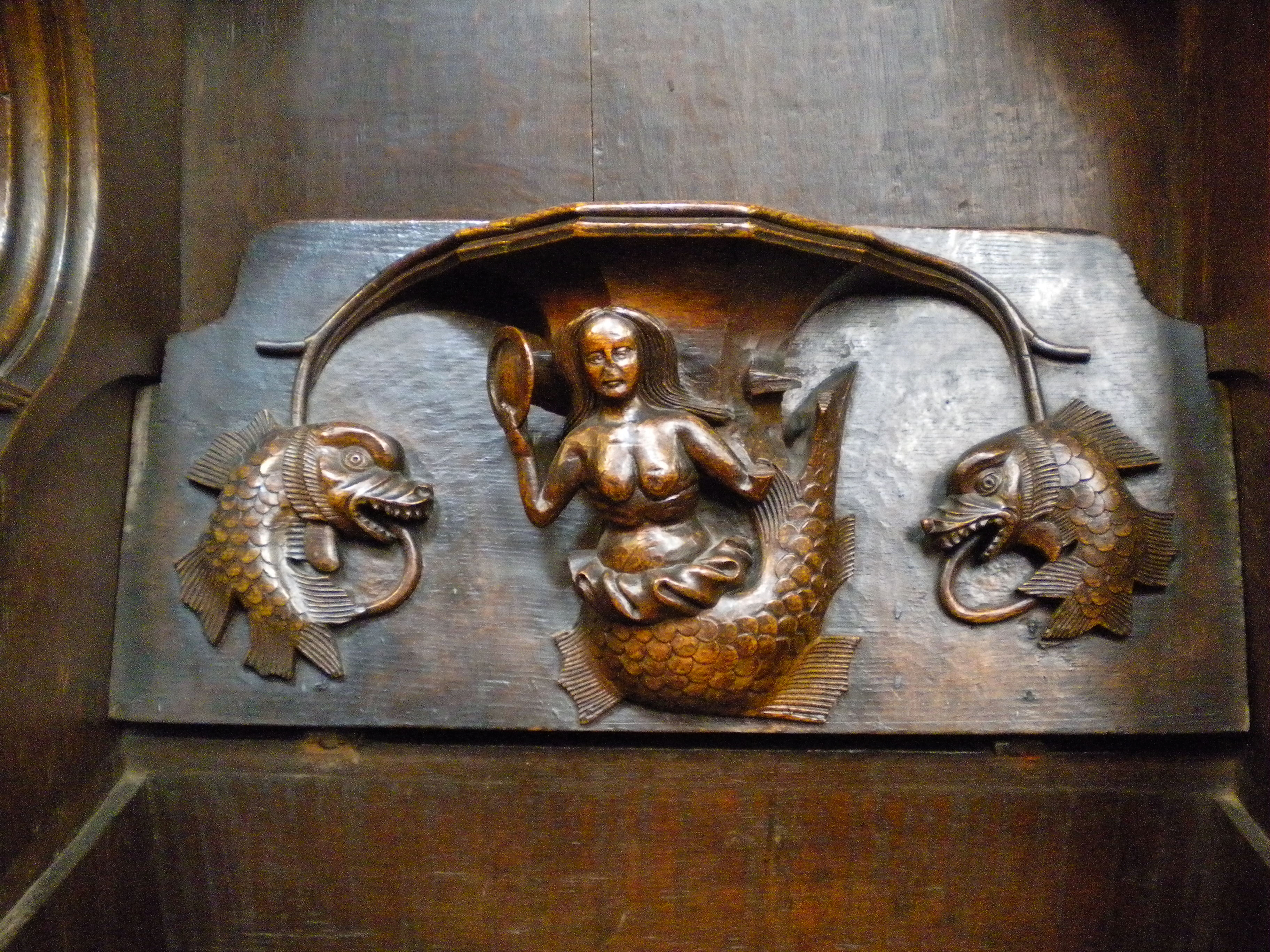
Meerjungfrau mit Spiegel
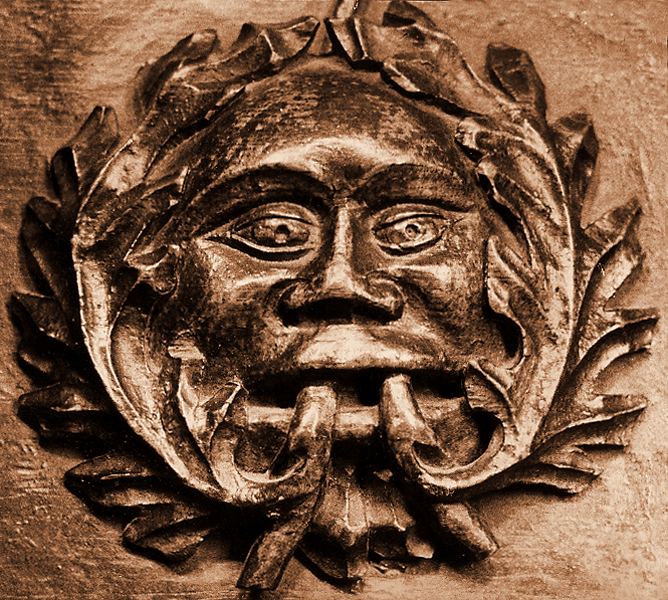
Green Man